# بازرس جپ
بازرس جیمز جپ (انگلیسی: Inspector James Japp) بعداً سربازرس جپ نام یکی از شخصیت‌های داستان‌های هرکول پوآرو از آگاتا کریستی است. این شخصیت بیشتر توسط فیلیپ جکسون بازی شده است.

## خلق شخصیت
شخصیت بازرس جپ از شخصیت بازرس لستراد در داستانهای شرلوک هولمز اثر آرتور کانن دویل الهام گرفته شده است.

## حضور در رمان
وی در مجموع در هفت رمان حضور داشته است:
- ماجرای اسرارآمیز در استایلز (۱۹۲۰)
- چهار قدرت بزرگ (رمان) (۱۹۲۷)
- خطر در خانه آخر (۱۹۳۲)
- لرد اجور می‌میرد (۱۹۳۳)
- مرگ در میان ابرها (۱۹۳۵)
- قتل به ترتیب الفبا (۱۹۳۶)
- جنایت‌های میهن‌پرستانه (۱۹۴۰)